# Цивчинский, Виктор Гаврилович
Виктор Гаври́лович Цивчи́нский (22 ноября 1906 года, станция Иннокентьевская, Иркутское генерал-губернаторство, Российская империя — 30 мая 1961 года, Калинин, СССР) — советский артиллерист, гвардии полковник Советской армии, участник Великой Отечественной войны, форсирования Днепра, Демянской, Западно-Карпатской, Моравско-Остравской и Пражской операций. Герой Советского Союза (1943).

## Биография
Родился на станции Иннокентьевская (ныне Иркутск-Сортировочный, в черте города Иркутск) в семье военнослужащего. Когда Виктору было 4 года, его мать умерла, поэтому он воспитывался у тётки в городе Белый Смоленской губернии (сейчас — административный центр Бельского района Тверской области). Окончил 10 классов средней школы.
В 1923 году переехал в Минск, где стал воспитанником музыкантского взвода пехотных курсов.
В Рабоче-крестьянской Красной армии с 1929 года. В 1930 году Цивчинский окончил Белорусскую военную школу. Преподавал в Смоленском артиллерийском училище (эвакуированном в Ирбит). В 1941 году окончил два курса Военной академии имени М. В. Фрунзе.
Участник Великой Отечественной войны с мая 1942 года, был назначен на должность командира 359-го артиллерийского полка Северо-Западного фронта. Под командованием Цивчинского в операции под городом Себеж и Демянской наступательной операции в период 15—18 февраля 1943 года полк хорошо справился с поставленным командованием задачами, сам командир полка непрерывно находился на своем наблюдательном пункте, ни на минуте не прекращая управление огнём. Полком было уничтожено 4 минометные батареи, до 25 огневых точек и около 500 солдат и офицеров противника. В критические минуты боя подполковник Цивчинский дважды лично поднимал в атаку стрелковые подразделения. В июне 1943 года был награждён орденом Красного Знамени.
С мая 1943 года — командующий артиллерией 68-й гвардейской стрелковой дивизии 40-й армии, в это должности воевал на Воронежском и 1-м Украинском фронтах.
Особо отличился в битве за Днепр. 24—25 сентября 1943 года в районе села Балыко-Щучинка Кагарлыкского района Киевской области подполковник Цивчинскому удалось умело организовать переправу и действия артиллерии 68-й стрелковой дивизии при форсировании Днепра. Вся артиллерия первой в корпусе была переправлена на левый берег Днепра. Артиллеристы умело прикрывали переправу, сам же подполковник Цивчинский с первой батареей переплыл Днепр и организовал эффективные действия артиллеристов на правом берегу. Его наблюдательный пункт располагался в 400 метрах от противника. В результате действий артиллеристов были успешно отражены несколько немецких контратак, плацдарм был удержан и расширен.
В ходе боя Цивчинский получил тяжёлое ранение, но не покинул позиции, продолжая командовать. Был представлен к ордену Ленина, но в ноябре 1943 года командующий артиллерией 1-го Украинского фронта генерал-полковник Сергей Варенцов изменил статус награды, представив Цивчинского к званию Героя Советского Союза.
Указом Президиума Верховного Совета СССР от 24 декабря 1943 года за образцовое выполнение боевых задач, поставленных командованием и проявленные при этом мужество и героизм Цивчинскому присвоено звание Героя Советского Союза.
После излечения Цивчинский вернулся на фронт. В январе 1944 года он возглавил 3-ю истребительно-противотанковую артиллерийскую бригаду 38-я армии 4-го Украинского фронта. Артиллеристы бригады особо отличились в ходе Западно-Карпатской и Моравско-Остравской наступательных операций, а также при освобождении в январе 1945 года польских городов Вадовице и Горлице. В феврале 1945 года был награждён орденом Отечественной войны I степени.
Как отмечено в наградных документах, Цивчинский обеспечил «высокую манёвренную способность частей бригады», полки которой 10 мая вошли в Прагу, где артиллеристы и закончили войну. За успешное командование бригадой на завершающем этапе войны был награждён орденом Александра Невского.
После войны продолжил службу в Вооружённых Силах СССР. С октября 1947 года по апрель 1951 года возглавлял Томское артиллерийское училище. Являлся заместителем начальника Ростовского, Одесского артиллерийских училищ и Краснодарского миномётного училища. В 1953 году ушёл в запас в звании полковника.
Скончался 30 мая 1961 года в городе Калинин (ныне Тверь) от последствий ранений. Похоронен на Николо-Малицком кладбище города.

## Награды
Удостоен ряда государственных советских и зарубежных наград:
- Герой Советского Союза (Указ Президиума Верховного Совета СССР от 24 декабря 1943 года, медаль «Золотая Звезда» № 2221)[1];
- два ордена Ленина (24 декабря 1943 года, …)[1];
- два ордена Красного Знамени (17 июня 1943 года[8], 3 ноября 1944 года)[1];
- орден Александра Невского (5 июля 1945 года)[1][8];
- орден Отечественной войны I степени (22 февраля 1945 года)[1][8];
- медали СССР, в том числе:
  - медаль «За победу над Германией в Великой Отечественной войне 1941—1945 гг.» (1945);
  - медаль «За освобождение Праги»;
- чехословацкий Военный крест 1939—1945 годов[9].

## Память
Имена Виктора Цивчинского, Константина Абрамова, Дмитрия Жилкина и Ивана Шаповалова увековечены на мемориальной доске в память о Героях Советского Союза — работниках Восточно-Сибирской железной дороги, установленной на здании вокзала Иркутск-Сортировочный. Доска была установлена 28 июля 2006 года по инициативе Совета ветеранов управления Восточно-Сибирской железной дороги.